# 关于逮捕、检察官监管以及调查程序的政令
关于逮捕、检察官监管以及调查程序的政令由人民委员会议和苏联共产党中央委员会于1938年11月17日共同颁布,由约瑟夫·斯大林和莫洛托夫签署，是大清洗正式结束的标志。
政令称内务人民委员会在1936-38年间表现出色，为国家清理了大量“间谍、恐怖分子以及破坏分子…这些人曾给苏联境内的外国情报机构提供了重要协助…”政令还注明，内务人民委员会在工作过程中表现得既懒散又过分热心，而这则是内务人民委员会被“人民的敌人”所渗透的结果。政令正式禁止内务人民委员会再发动大规模行动，命其严格遵守刑事诉讼程序，需在有检察官监督的前提下进行调查。
内务人民委员会第00762号命令（俄語： Приказ НКВД СССР № 00762 «О порядке осуществления постановления СНК СССР и ЦК ВКП(б) от 17 ноября 1938 г.»）详述了该政令的执行顺序。